# Panurgica feae
Panurgica feae är en bönsyrseart som beskrevs av Griffini 1907. Panurgica feae ingår i släktet Panurgica och familjen Hymenopodidae. Inga underarter finns listade i Catalogue of Life.